# 學術醫學中心
学术医学中心，又叫做阿姆斯特丹大学学术医学中心（荷蘭語：Academisch Medisch Centrum，缩写为AMC），是阿姆斯特丹大学的医学院和附属医院。

## 历史
始建于1983年，是荷兰境内最大的最先进的医院之一，在全球医学排名50名左右，AMC和阿姆斯特丹自由大学的医学院有紧密合作关系。

## 设置
三级医疗部门包括先进的创伤护理，儿科和新生儿重症监护，心胸外科，神经外科，传染病等部门。以及特殊单元包括神经外科、心胸外科、新生儿和小儿外科和重症监护、儿科肿瘤、I级创伤中心等。

## 重要事件
2002年10月6日，现任荷兰王国国王威廉-亚历山大的父亲克劳斯亲王病逝于该学术医学中心，享壽76岁。克劳斯亲王病逝（页面存档备份，存于）

## 画廊

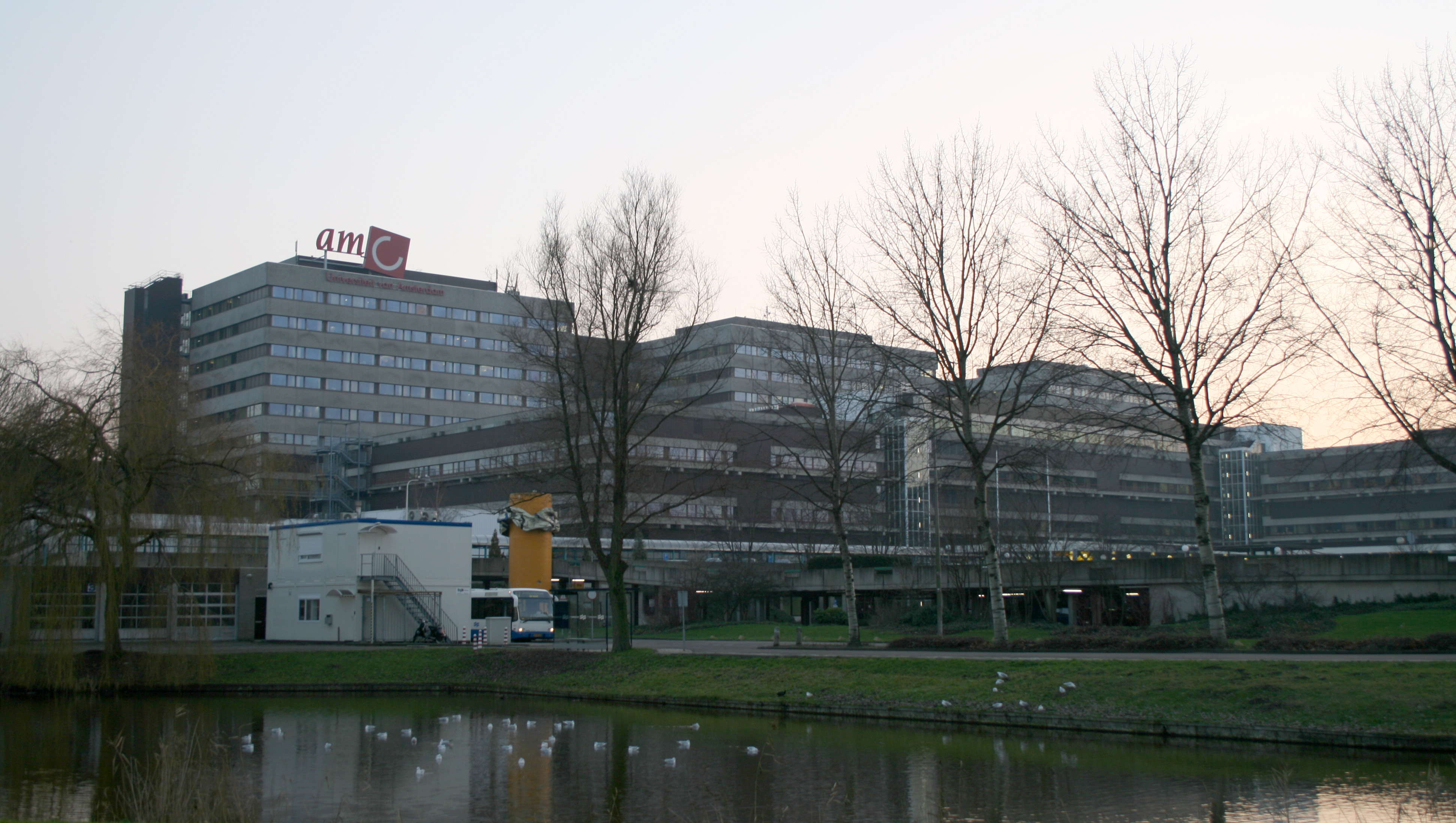
阿姆斯特丹大学学术医学中心
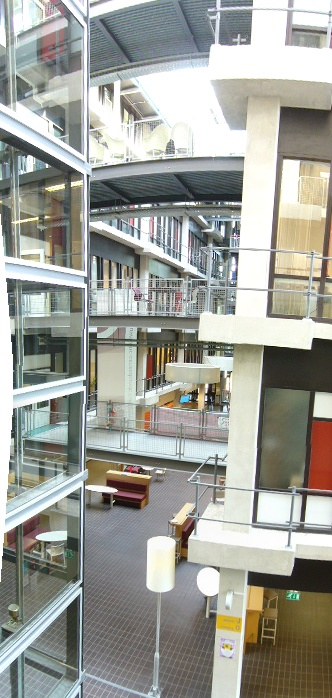
内部
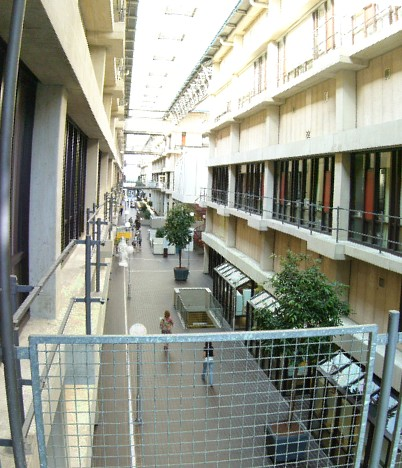
内部
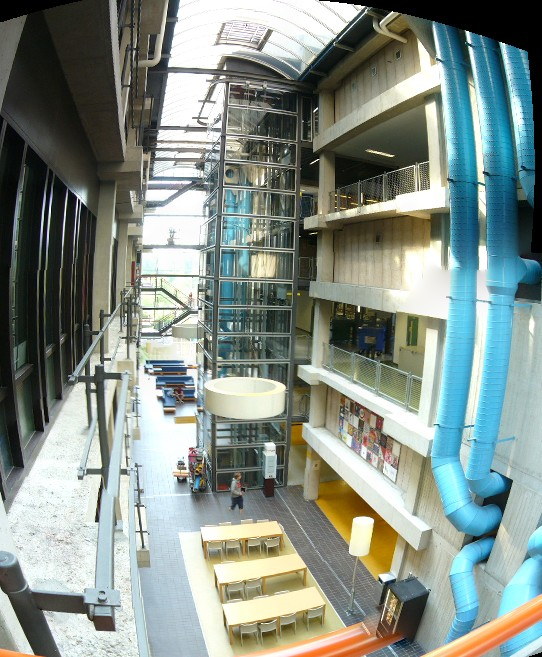
内部